# Šrůtkova lípa

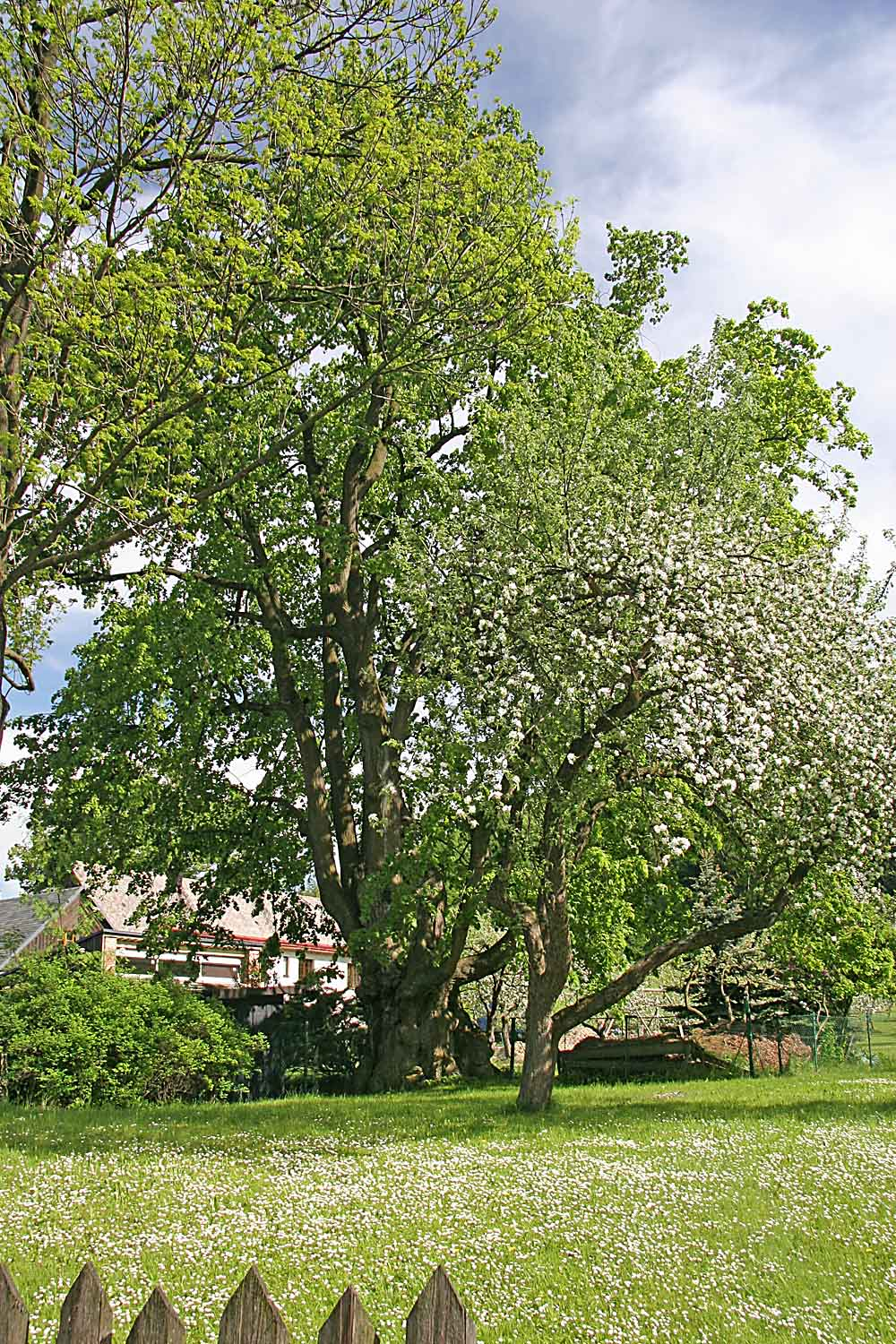
Památná Šrůtkova lípa v Machově

Šrůtkova lípa (také známa jako Vavřenova lípa) je památný strom nacházející se v obci Machov asi 5 km jihovýchodně od města Police nad Metují. Lípa patří mezi tzv. rodové stromy, název pochází od rodiny původních majitelů usedlosti.

## Základní údaje
- název: Šrůtkova lípa[2][4][5], Vavřenova lípa[4]
- výška: 20 m[2], 20,5 m (1994)[4], 22 m (1995)[4], 24 m (2001)[6]
- obvod: 590 cm (1994)[2][4], 675 cm (kresba J. Turka), 688 cm (2001)[6]
- průměr: 210 cm (1995)[4]
- průměr koruny: 20 m (1995)[4], 21 m (2001)[6]
- věk: 500 let[6]
- sanace: 1994[6]
- zdravotní stav: 2 (1994), 4 (1995)[4]
- souřadnice: 50°41'7.59"N, 14°56'52.75"E

Druhové zařazení lípy není zřejmé, některé zdroje uvádějí lípu velkolistou, jiné malolistou.

## Stav stromu a údržba
Roku 1800 zničil blesk původní korunu stromu, což mělo za následek mio jiné vznik dutiny v kmeni. V roce 1994 došlo na ošetření koruny vyřezáním suchých větví a vyčištění dutiny. Práce provedla zahradnice Markéta Dubnová z Lipí u Náchoda a Antonín Šnajdr z Náchoda.

## Historie a pověsti
Rodová lípa pamatuje 13 generací. Majitelé statku uchovávají její dobové fotografie stejně, jako snímky svých blízkých a předků.
První ochrana stromu byla vyhlášena na návrh vlastníků Roberta a Marie Ticháčkových ze Suchého Dolu č. 1 a tehdejší sousedky Blaženy Bohadlové z č. 11.

## Další zajímavosti
Věkem 500 let je nejstarším stromem okresu Náchod a pravděpodobně i CHKO Broumovsko. Roku 1995 byl v rámci projektu Záchrana genofondu památných stromů proveden odběr semen. Lípě byl věnován prostor v televizním pořadu Paměť stromů, konkrétně v dílu č. 4: Stromy žijí s lidmi. Ve svém díle ji zachytil i akademický malíř Jaroslav Turek (s poznámkou 6,75 m).